# Biblioteca della Soprintendenza archeologica di Ancona
La biblioteca della Soprintendenza archeologica di Ancona è l'unica in Italia a specializzarsi in Urbanistica e arte del paesaggio, Arti plastiche - Scultura e Pittura e pitture.

## Storia
La biblioteca, istituita nel 1908, ha subito numerosi cambiamenti di sede, seguendo le alterne vicende degli uffici della Soprintendenza, dagli anni '90 ubicati presso la sconsacrata chiesa di Santa Maria di Via Birarelli, non lontana dalle evidenze archeologiche dell'Anfiteatro romano di Ancona e del Museo archeologico nazionale delle Marche.

## Patrimonio
La biblioteca possiede circa 30.000 pubblicazioni, inerenti alla storia locale e all'archeologia della Regione, oltre a diverse opere del Quattrocento e del Cinquecento.